# Myrmotherula assimilis
Myrmotherula assimilis là một loài chim trong họ Thamnophilidae.